# Mircea Oprean
Mircea Oprean a fost un viticultor, profesor universitar și cercetător român, considerat una dintre cele mai marcante personalități ale viticulturii românești din secolul XX. A fost fondatorul cercetărilor privind cultura viței de vie pe nisipuri în Oltenia și unul dintre ctitorii Facultății de Horticultură din Craiova.

## Biografie

### Copilărie și educație
S-a născut la 28 mai 1915 în comuna Jina, județul Sibiu, în familia notarului Nicolae Oprean și a Mariei (n. Străulea). A urmat școala primară în localitatea natală și apoi Liceul „Aurel Vlaicu” din Orăștie. În 1934 a fost admis la Facultatea de Agronomie din Cluj, pe care a absolvit-o în 1938.

### Carieră profesională
Începând cu 1 octombrie 1938, a fost preparator la disciplina de Viticultură și Oenologie la Facultatea de Agronomie din Cluj. În 1942 a devenit asistent, apoi șef de lucrări în 1947. În 1949 a fost transferat la Craiova, unde a ocupat Catedra de Viticultură și Vinificație, apoi Catedra de Științe Viticole.
A fost rector al Institutului Agronomic din Craiova (1964–1966) și al Universității din Craiova (1968–1971), și prorector între 1966–1968.
A organizat laboratoare, stațiuni experimentale (Banu Mărăcine, Tâmburești), sectorul horticol al Gospodăriei Didactice din Simnic și a contribuit la dezvoltarea Grădinii Botanice din Craiova.

### Familie
Datele privind viața personală nu sunt documentate public. Este descris ca o personalitate morală, respectată și devotată formării tinerilor.

## Activitate științifică
Mircea Oprean a desfășurat o activitate științifică remarcabilă în domeniul viticulturii, promovând cercetarea aplicată și formarea profesională complexă a studenților.

### Domenii de cercetare
- Viticultura pe nisipuri
- Altoirea și pepiniera viței de vie
- Agrotehnica viței de vie
- Biologia productivă a viței de vie
- Formarea profesională și civică a studenților agronomi
- Ecologia viticolă și influența factorilor climatici
- Modernizarea sistemelor de tăiere și întreținere a plantațiilor

### Colaboratori și contribuții colective
A colaborat cu specialiști ca Marius Popescu (pomicultură), E. Barbu, V. Tufă, I. Dobrescu și E. Manolache, formând un colectiv de elită în cercetarea viticolă din Craiova.

## Lucrări
Mircea Oprean a publicat numeroase lucrări științifice, manuale și monografii. Dintre acestea menționăm:
- Cultura viței de vie pe nisipuri (1964)
- Viticultura generală (1975)
- Viticultura generală și specială (1980)
- Curs de viticultură, vol. I (1967), vol. II (1968)
- Extinderea viței pe nisipuri (1956)
- Valorificarea rațională a nisipurilor din Regiunea Craiova pentru cultivarea viței de vie și a pomilor (1957)
- Afinitatea la altoire (1951)
- Stabilirea adâncimii de plantare a viței de vie (1963)
- Influența îngrășămintelor chimice asupra producției la vițele plantate la adâncimi diferite (1964)

## Premii și recunoaștere
- Profesor universitar emerit
- Rector al Universității din Craiova (1968–1971)
- Membru al Prezidiului Academiei de Științe Agricole și Silvice
- Vicepreședinte al Comisiei permanente pentru agricultură din Marea Adunare Națională (1965–1975)
- Distincții:
  - Ordinul „Steaua Republicii Socialiste România”, clasa a IV-a
  - Ordinul „23 August”, clasa a IV-a
  - Medalia „20 de ani de la eliberarea patriei”
  - Medalia „25 de ani de la Proclamarea RPR”
  - Medalia „Semicentenarul Unirii cu Transilvania”